# Traité Cobden-Chevalier

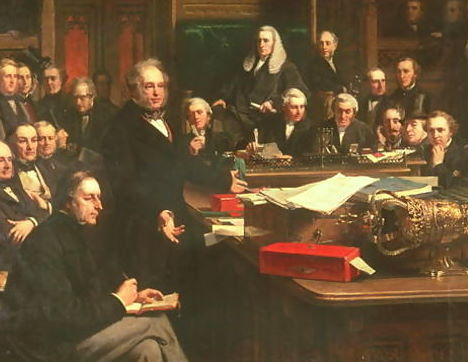
Lord Palmerston s'adressant à la Chambre des communes lors de débats sur le projet de traité franco-britannique

Le traité de commerce franco-britannique de 1860, couramment appelé traité Cobden-Chevalier, est un traité de libre-échange signé le 23 janvier 1860 entre l'Empire français et le Royaume-Uni qui est destiné à abolir les taxes douanières sur les matières premières et la majorité des produits alimentaires entre les deux pays. 
Le traité fut négocié secrètement par Richard Cobden du côté britannique et Michel Chevalier pour les Français entre novembre 1859 et janvier 1860. On parla en France dans certains milieux d'un « nouveau coup d'État ». Ce fut un des points d'orgue du programme saint-simonien. Cette politique fut abandonnée en 1892, lorsque le gouvernement français refusa de renouveler le traité pour s'engager à nouveau dans une politique protectionniste.

## Contexte historique

### La politique économique de Napoléon III
Depuis le début du XVIIIe siècle au moins, les deux nations rivalisaient sur le plan économique. Dans cette perspective, pour encourager la production industrielle, Napoléon III souhaitait supprimer les prohibitions (interdictions d'importation), les droits de douane sur la laine et le coton, et réduire les taxes sur le sucre et le café, ainsi que les péages sur les canaux. Il voulait également améliorer les voies de communication, accorder des prêts à l'agriculture et à l'industrie et signer des traités de commerce avec les puissances étrangères.

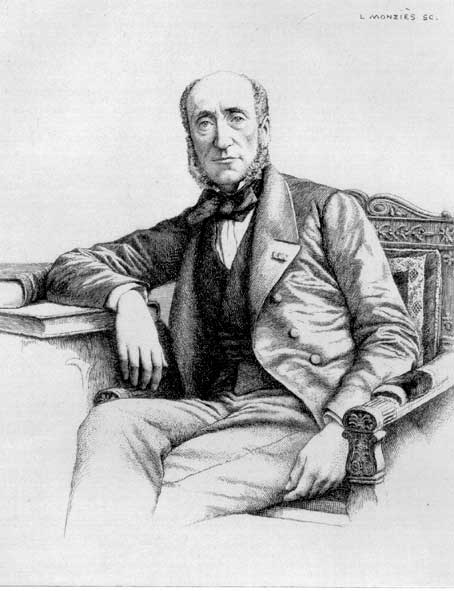
Michel Chevalier

Pour mettre en œuvre cette politique, Louis-Napoléon Bonaparte s'adressa à Michel Chevalier. Polytechnicien, saint-simonien, libéral et libre-échangiste, devenu sous Louis-Philippe Ier titulaire de la chaire d'Économie politique au Collège de France, il avait transformé cette dernière en tribune de propagande pour le libre-échange. Après le 2 décembre, il entra au Conseil d'État.

### L'attitude de la Grande-Bretagne
L'instauration du Second Empire en France, en 1852, secoua violemment l'opinion britannique, dont la francophobie était alimentée par la presse. On se figurait que Louis-Napoléon Bonaparte était en train de préparer une expédition soudaine sur la côte anglaise. Par une série de discours et de brochures, au Parlement et en-dehors, Cobden chercha à apaiser les passions de ses compatriotes. Cette attitude lui fit perdre la grande popularité qu'il avait gagnée comme champion du libre-échange et il devint pour un temps l'homme le plus injurié de Grande-Bretagne.
Pourtant, avec l'affaire des lieux saints en Palestine qui embrasa l'est de l'Europe, l'opinion publique changea brutalement et tous les soupçons et la haine qu'on réservait à l'empereur des Français furent dirigés vers l'empereur de Russie. Louis-Napoléon fut considéré comme l'allié fidèle de l'Angleterre, notamment du fait de la participation conjointe des deux nations à la guerre de Crimée (1853-1856).

## Le traité

### Négociation du traité

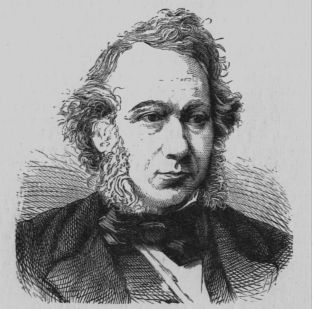
Richard Cobden

En septembre 1859, Michel Chevalier quitta Paris pour Bradford, où se tenait la réunion de l'école de Manchester qui organisait la propagande en faveur du libre-échange. Il y retrouva Richard Cobden. À Londres, il vit Gladstone, chancelier de l'Échiquier et libre-échangiste déclaré. De retour à Paris, il rencontra les deux bonapartistes qu'étaient Rouher et Baroche et un ministre rallié au libre-échange, Fould.
La négociation se déroula en novembre entre tous ces hommes à l'insu de Magne, ministre des Finances, dont dépendait la direction des douanes mais qui était protectionniste. La Grande-Bretagne était représentée par Lord Cowley et Richard Cobden, la France par Rouher toujours ministre des travaux publics et par Baroche, ministre présidant le Conseil d'État. 
Ensuite, Rouher et Chevalier s'attelèrent au programme économique, remis à l'Empereur le 13 décembre. L'accord fut finalement signé le 23 janvier 1860, pour dix ans.

### Contenu de l'accord
Les concessions de la Grande-Bretagne étaient relativement modestes puisque ses tarifs avaient déjà été réduits. Elle abaissa notamment les droits sur le vin français et facilita l'importation de produits finis français. De son côté, la France supprima les droits sur les matières premières et les produits alimentaires britanniques et divisa par deux, à 30 %, les taxes sur les autres produits. Cependant, l'importance historique de ce traité réside moins dans ses conséquences directes que dans l'amorce d'une dynamique libre-échangiste, « véritable révolution économique pour un pays aussi traditionnellement protectionniste que la France ». Il est également considéré comme le premier accord de libre-échange moderne.

## Effets

### Sur les droits de douane
Des taxes subsistent mais elles sont substantiellement réduites (de près de 50 % dans un premier temps) et les deux pays s’accordent mutuellement la « clause de la nation la plus favorisée », par laquelle ils stipulent que tout avantage concédé par l’un des deux signataires à un pays tiers, profite automatiquement à l’autre. Des traités similaires sont bientôt signés avec et entre la Belgique, le Zollverein, l’Italie, et l’Autriche. En 1880, les droits de douane entre la France et le Royaume-Uni ne sont qu’à 10 %[réf. nécessaire].

### Sur les exportations
Asselain et Blancheton montrent en 2005 que le rapport exportations et importations de marchandises à prix courants sur le PIB passent en moyenne de 7,3% à 10,7% entre 1849 et 1851, et de 5,3% à 9% entre 1857 et 1859. L'accord participe à la dynamisation du commerce intraeuropéen.

### Sur le commerce européen
Paul Bairoch soutient que le traité Cobden-Chevalier a ouvert la voie à une libéralisation des échanges européens, malgré des phases protectionnistes intermittentes. Une étude d'Accominotti et Flandreau de 2008 montre en effet une augmentation du nombre de traités de libre-échange à partir de 1860, puis une explosion à partir de 1862. La signature de nouveaux traités stagne toutefois à partir de 1870.

### Sur l'industrie
En sidérurgie, les prix des fers baisse immédiatement de 18 à 20 %. Charles II de Wendel prends la tête des maîtres de forges français pour protester contre le traité. Mais le gouvernement conclut que ces protestations ne méritent pas d'être prises en compte et que l'expérience « paraît tout-à-fait concluante en faveur de la liberté commerciale, du moins en ce qui concerne la métallurgie ». De fait, ce traité accélère la transition vers la fonte au coke : de 1859 à 1869, en Moselle et en Meurthe, le nombre de hauts fourneaux reste identique (45 appareils), mais ceux marchant au charbon de bois passent de 28 à 5, tandis que ceux au coke passent de 17 à 40. Dans le même intervalle, ces appareils sont radicalement modernisés, la production de fonte passant de 84 000 à 420 000 t. À la veille de la guerre de 1870, les usines de l'est qui exploitent la minette lorraine sont les grandes gagnantes de la mutation industrielle et ont retrouvé la prospérité.

## Abrogation du traité
Les tarifs douaniers adoptés en 1892, sous le nom de Loi Méline, rétablissent les tarifs d'avant le traité de 1860 et le protectionnisme en France.